# Shinjuku Center Building
Shinjuku Center Building é um arranha-céu, actualmente é o 183º arranha-céu mais alto do mundo, com 223 metros (731 ft). Edificado na cidade de Tóquio, Japão, foi concluído em 1979 com 54 andares.